# 姐妹

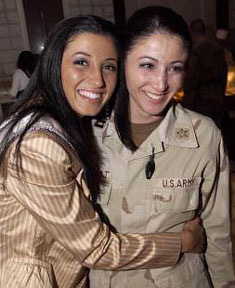
拥有许多相同的遺傳面部特征的生物学姐妹

姐妹或姊妹，指女性同輩，通常指同一父親與母親所生的女性，也可用於同父異母或同母異父所生女性身上。年长的为姐，年幼的为妹。虽然这个术语通常指的是血缘关系，但它有时被用来指称非血缘关系，代指关系亲密的女性朋友。

## 延伸阅读
[在维基数据编辑]
 《欽定古今圖書集成·明倫彙編·家範典·姊妹部》，出自陈梦雷《古今圖書集成》